# Diogmites jalapensis
Diogmites jalapensis là một loài ruồi trong họ Asilidae. Diogmites jalapensis được Bellardi miêu tả năm 1861.